# La casa del fin de los tiempos
Pour plus de détails, voir Fiche technique et Distribution.
La casa del fin de los tiempos ou The House at the End of Time : Le Point de non-retour est un film vénézuélien réalisé par Alejandro Hidalgo et sorti en 2013.

## Synopsis
Une mère de famille est prise de mystérieuses hallucinations. Elle vit avec ses fils et son mari dans une vieille maison, mais la mort mystérieuse des siens va la conduire en prison. Après avoir purgé sa peine, plusieurs années plus tard, elle revient sur les lieux pour comprendre ce qu'il s'est passé,  une chose est sûre, rien n'est normal...

## Fiche technique
- Titre original : La casa del fin de los tiempos
- Titre français : La casa del fin de los tiempos ou The House at the End of Time : Le Point de non-retour
- Réalisation : Alejandro Hidalgo
- Producteur :
- Producteur exécutif :
- Superviseur de la production :
- Producteur associé :
- Coordinateur de production :
- Musique : Yoncarlos Medina
- Société de production : Centro Nacional Autónomo de Cinematografía; Fundación Villa del Cine; JEMD Films[1]
- Société de distribution :
- Langue : espagnol
- Date de sortie : 
  -  Venezuela : 21 juin 2013
  -  France :  5 septembre 2014 (L'Étrange Festival) [2]

## Distribution
- Ruddy Rodríguez (es) : Dulce
- Gonzalo Cubero : Juan José
- Rosmel Bustamante : Leopoldo
- Guillermo García Alvarado (es) : el Sacerdote
- Héctor Mercado (es) : Rodrigo
- Yucemar Morales : Saraí
- José León (es) : Anciano
- Alexander Da Silva (es) : un policier
- Amanda Key : Saraí adulte
- Guillermo Lodoño : un policier